# Not Ready to Make Nice
Not Ready to Make Nice é uma canção da banda country estadunidense Dixie Chicks, lançado como primeiro single do álbum Taking the Long Way, em 5 de junho de 2006, sendo composta pelos quatro integrantes da banda, Martie Maguire, Natalie Maines, Emily Robison e Dan Wilson, e produzida por Rick Rubin, conhecido por trabalhar com Shakira, Red Hot Chili Peppers, U2, System of a Down e futuramente com a revelação Adele. A canção foi ganhou os principais prêmios no Grammy Awards de 2007.

## Videoclipe
O videoclipe foi dirigido pela aclamada diretora britânica Sophie Muller, que já havia trabalhado com o grupo em "", além de dirigir outros artistas como Gwen Stefani, Shakira, Maroon 5, Coldplay e Nelly Furtado. O video usa o contraste de cores escuras e branco, começando com uma cena de Natalie Maines em uma pintura de roupa branca e outros dois membros da banda Martie Maguire e Emily Robison com tinta preta, que simboliza o boicote da banda. Na cena seguinte Natalie Maines é vista usando um vestido preto com as mãos sobre uma poça de tinta preta. Em outra cena os membros da banda estão sentados em uma cadeira e quando Natalie se levanta para dizer alguma coisa, Martie e Emily puxam-a de volta para a cadeira, representando alguma repreensão. Então a banda é mostrada em um ambiente que parece uma sala de aula e um professor envia Natalie e escrever o provérbio no quadro: "Falar sem pensar é disparar sem apontar". Sobre as cenas finais do vídeo, Natalie Maines é vista na frente de três médicos no que parece ser um hospício, tentando escapar deles, representando que a cantora estaria louca. O vídeo quebrou o recorde por ficar mais dias em  #1 na VSpot da VH1, passando 15 semanas no topo, 14 deles consecutivos, sendo nomeado um dos melhores vídeos do ano pela VH1.

## Desempenho nas tabelas
| Parada (2000–2001)                              | Posição |
| ----------------------------------------------- | ------- |
| Austrália ARIA                                  | 18      |
| Alemanha German Singles Chart                   | 89      |
| Estados Unidos Billboard Hot 100                | 4       |
| Estados Unidos Billboard Hot Country Singles    | 36      |
| Estados Unidos Billboad Pop 100                 | 6       |
| Estados Unidos Billboad Hot Adult Top 40 Tracks | 29      |
| Estados Unidos Billboard Hot Adult Contemporary | 32      |
| Irlanda Irish Singles Chart                     | 47      |
| Reino Unido - UK Singles Chart                  | 70      |
| Suécia Sweden Singles Chart                     | 20      |
| Suíça Swiss Singles Chart                       | 22      |

| Parada (2006)  | Posição |
| -------------- | ------- |
| Austrália ARIA | 98      |

## Prêmios
- 2007: CMT Music Awards - Vídeo do ano (apenas nomeado)
- 2007: CMT Music Awards - Vídeo de uma banda ou grupo do ano (apenas nomeado)
- 2007: Grammy Awards - Canção do ano[10]
- 2007: Grammy Awards - Gravação do ano
- 2007: Grammy Awards - Melhor performance de um grupo ou dupla country com vocalista

## Versão de Wanessa Camargo
"Não Tô Pronta pra Perdoar" é uma canção da cantora pop brasileira Wanessa Camargo, versão feita pelo compositor Mílton Guedes e lançada como primeiro single de seu quinto álbum de estúdio Total.

### Divulgação
A canção foi performada em vários programas de televisão, sendo uma das mais divulgadas no programa Programa da Hebe, comandado pela apresentadora Hebe Camargo. A cantora ainda passou por programas como O Melhor do Brasil, Tudo É Possível, Domingão do Faustão, Caldeirão do Huck e Raul Gil, onde recebeu uma homenagem pela obra e carreira.

### Videoclipe
O videoclipe começa com Wanessa colocando em seu iPod sua nova canção e se encaminhando para toca-la em um piano. No decorrer o clipe a cantora aparece em meio a um temporal demonstrando sofrimento, sendo que alternada 
com as cenas dela ao piano. O videoclipe é inspirado na peça A Tempestade, de William Shakespeare.